# Ollie (Iowa)
Ollie è un comune degli Stati Uniti d'America, situato nello Stato dell'Iowa, nella contea di Keokuk.